# Київ (поїзд)
Київ — скасований фірмовий поїзд № 3/4 сполученням Київ — Москва формуванням Укрзалізниці. Поїзд складався з фірмових вагонів 2-го класу, сформованих у вагонному депо Київ-Пасажирський Південно-Західної залізниці.
Протяжність маршруту руху складала 874 км.

## Історія
Поїзд призначили з 1977 року.
Поїзд з 1986 року став фірмовий.
У розкладі руху пасажирських поїздів на літній період 2014 року був зазначений за вказівкою. У наступному 2015 році розклад руху поїзда взагалі не розглядався.

## Інформація про курсування
Поїзд «Київ» № 4/3 курсував щоденно, цілий рік. Через відсутність достатнього пасажиропотоку було зменшено кількість вагонів поїзда, а з 9 листопада 2011 року переведено на курсування через день. Через російську збройну агресію проти України і зростання курсу швейцарського франка, в якому обраховується вартість квитків, населеність вагонів склала 10—15 %, курсування поїзда було припинено у 2014 році. 
Митний та паспортний контроль здійснювався в Україні на станції Конотоп, у Росії — на станції Суземка. 
| Розклад руху потяга «Київ» станом на березень 2014 року | Розклад руху потяга «Київ» станом на березень 2014 року | Розклад руху потяга «Київ» станом на березень 2014 року | Розклад руху потяга «Київ» станом на березень 2014 року | Розклад руху потяга «Київ» станом на березень 2014 року |
| Час прибуття                                            | Час відправлення                                        | Станція                                                 | Час прибуття                                            | Час відправлення                                        |
| ------------------------------------------------------- | ------------------------------------------------------- | ------------------------------------------------------- | ------------------------------------------------------- | ------------------------------------------------------- |
| —                                                       | 21:34                                                   | Київ                                                    | 08:05                                                   | —                                                       |
| 10:52                                                   | —                                                       | Москва                                                  | —                                                       | 20:22                                                   |

Час у дорозі з Києва до Москви складав 12 год. 18 хв., у зворотному напрямку — 12 год. 43 хв.